# روگلیو دومینگز
روگلیو دومینگز (انگلیسی: Rogelio Domínguez; ۹ مارس ۱۹۳۱ – ۲۳ ژوئیهٔ ۲۰۰۴) بازیکن فوتبال اهل آرژانتین بود.
از باشگاه‌هایی که در آن بازی کرده‌است می‌توان به باشگاه فوتبال رئال مادرید، باشگاه فوتبال ریور پلاته، باشگاه فوتبال ناسیونال اروگوئه، باشگاه فوتبال ولز سارسفیلد، باشگاه فوتبال سرو، باشگاه فوتبال راسینگ کلوب آویاندا، و باشگاه فوتبال فلامینگو اشاره کرد.
وی همچنین در تیم ملی فوتبال آرژانتین بازی کرده‌است.